# Hakaru Hashimoto
Hakaru Hashimoto (jap. 橋本 策 Hashimoto Hakaru; ur. 5 maja 1881 w Midai, Nishi-Tsuge, zm. 9 stycznia 1934 w Okayamie) – japoński chirurg okresu Meiji i okresu Taishō. 

## Życiorys
Hashimoto urodził się w wiosce Midai (włączonej później wraz z innymi do wsi Nishi-Tsuge) w prefekturze Mie (obecnie na terenie miasta Iga) jako trzeci syn wiejskiego lekarza Kennosuke Hashimoto. Dziadek Hakaru, Gen'i Hashimoto, również był znanym w okolicy lekarzem, znającym holenderską szkołę medycyny, praktykującym pod koniec okresu Edo. Hakaru zgodnie z tradycją rodzinną studiował medycynę na Uniwersytecie Kiusiu w Fukuoce; ukończył studia w 1907 roku. 
Hashimoto pozostał na wydziale medycznym swojej uczelni, specjalizując się z chirurgii u profesora Hayari Miyake, pierwszego japońskiego neurochirurga. Badał w tym czasie próbki tkanek gruczołu tarczowego i dokonał istotnego odkrycia nowego typu zapalenia tarczycy. W 1912 roku opublikował jego klasyczny opis w „Archiv für klinische Chirurgie”. Choroba do dziś znana jest jako zapalenie tarczycy Hashimoto. 
Odkrycie Japończyka nie zyskało od razu uznania. Dopiero w latach 30. Graham i McCullagh przedstawili kolejne opisy choroby i upowszechnili termin Hashimoto's thyroiditis. W latach 50. eponim przyjął się w ojczyźnie Hashimoto, za sprawą dr. Hachinena Akity, który powrócił do Japonii po studiach w USA.
Trzy lata Hakaru Hashimoto spędził w Europie: na Uniwersytecie Jerzego Augusta w Getyndze, gdzie uczył się patologii u Eduarda Kaufmana, a także w Londynie i Berlinie. Po wybuchu I wojny światowej uczony wrócił do Japonii i otworzył prywatną praktykę. Napisał prace poświęcone róży i drążącym ranom klatki piersiowej. Cztery lata po powrocie do Japonii ożenił się. Zmarł nagle w 1934 roku na dur brzuszny. 
Dr Hashimoto pamiętany był jako gorący wyznawca buddyzmu i miłośnik tradycyjnego japońskiego teatru.
Droga na osiedlu akademickim Maidashi Uniwersytetu Kiusiu została nazwana na cześć Hashimoto. Portret chirurga znajduje się też w logo Japońskiego Towarzystwa Tarczycowego założonego w 1958 roku. Syn Hakaru Hashimoto, dr Kazuo Hashimoto, został wybrany w 1998 roku na honorowego członka Thyroid Federation International.